# Hochschule für Musik und Tanz Köln

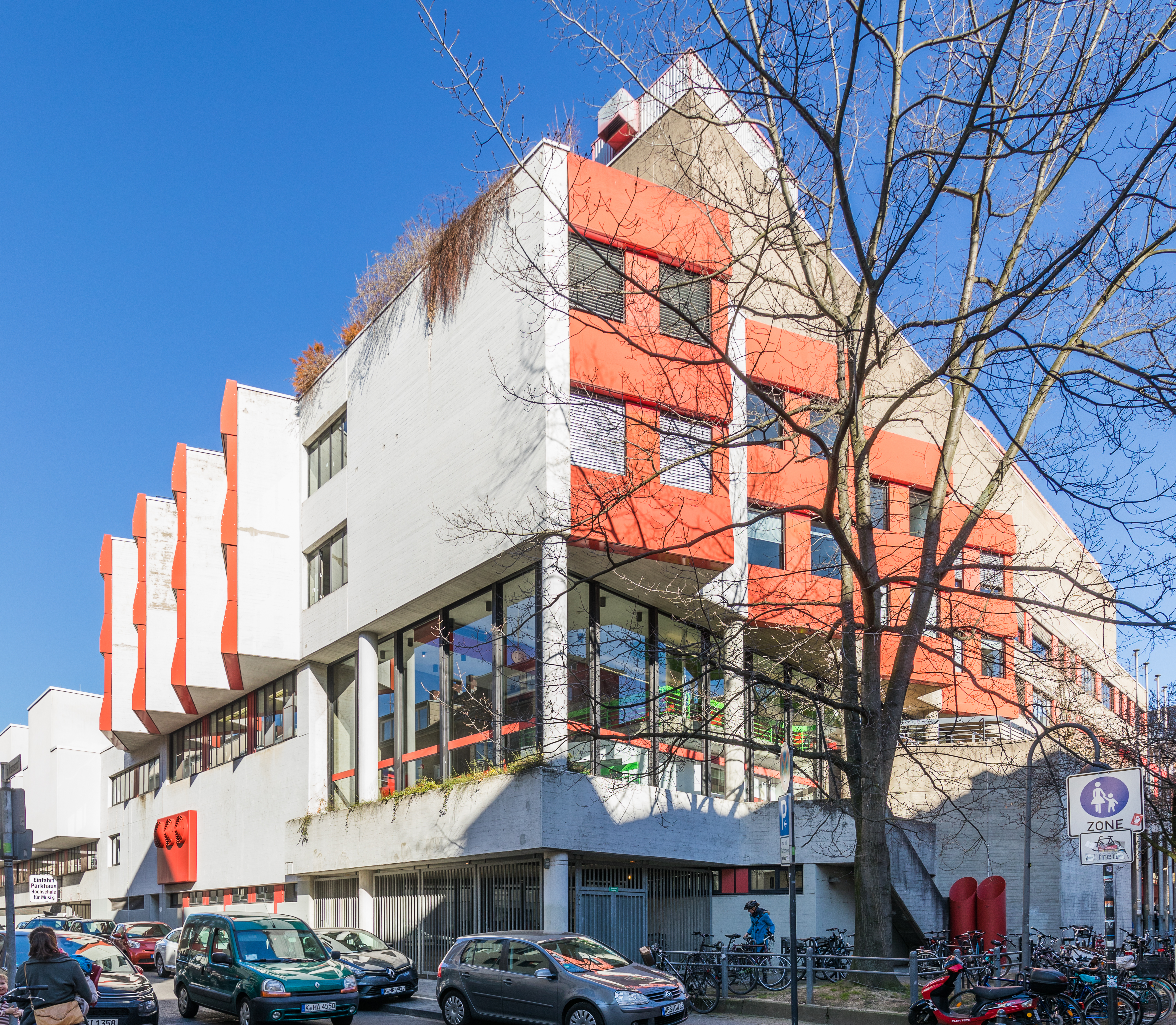
Budynek w Kolonii

Hochschule für Musik und Tanz Köln – wyższa szkoła muzyczna w Kolonii z oddziałami (Abteilung) w Akwizgranie i Wuppertalu. Stanowi kontynuację Rheinische Musikschule utworzonej w 1845, od 1850 Conservatorium der Musik in Coeln. W Kolonii działa sześć wydziałów (Fachbereich) i Zentrum für Zeitgenössischen Tanz (Centrum Tańca Współczesnego).

## Byli wykładowcy (wybór)
- Carl Reinecke (1824–1910)
- Heinrich Boell (1890–1947)
- Péter Eötvös (ur. 1944)
- Vinko Globokar (ur. 1934)
- Wolfgang Güttler (ur. 1945)
- Hans Werner Henze (1926–2012)
- Mauricio Kagel (1931–2008)
- Hans Lüdemann (ur. 1961)
- Krzysztof Meyer (ur. 1943)
- Max Rostal (1905–1991)
- Heinrich Schiff (ur. 1951)
- Karlheinz Stockhausen (1928–2007)
- Bernd Alois Zimmermann (1918–1970)